# Pavel Reiman
Pavel Reiman, německy také Paul Reimann (12. října 1902 Brno – 1. listopadu 1976 Praha), byl česko-německý germanista, novinář, literární historik, spisovatel a komunistický politik. Jeho synem je historik Michal Reiman.

## Život
Paul Reimann vyrůstal v německo-židovské rodině, jeho matka se jmenovala Ernestina, rozená Rischawá, otec Josef Reimann byl spoluvlastníkem cementárny v Brně a zemřel po operaci v roce 1910 ve Vídni. Pavel v roce 1920 absolvoval brněnské první státní gymnázium a poté v letech 1921 až 1923 studoval germanistiku a filosofii na Lipské univerzitě. Reimann byl už od roku 1921 členem německé komunistické strany (KPD) a Komunistické studentské frakce (Kostufra), jako zástupce Lipska patřil v těchto letech k říšskému vedení strany. V roce 1923 se vrátil ke své matce do Prahy, protože mu bylo řečeno, že umírá. Po Ernestině smrti se o něj starala jeho bezdětná teta Julia Krause. Reiman původně plánoval pokračovat ve studiu na univerzitě v Praze, nicméně zůstal politicky aktivním a svá studia přerušil.
V Praze vstoupil do Komunistické strany Československa (KSČ). V letech 1924 až 1926 působil jako redaktor Československé komunistické korespondence, následně byl šéfredaktorem stranického časopisu Vorwärts v Liberci a členem tamního okresního vedení strany. V roce 1928 se jako hlavní německý představitel levé frakce KSČ zúčastnil VI. světového kongresu Kominterny, roku 1929 byl zvolen kandidátem politbyra a byl delegován do Moskvy jako zástupce československých komunistů. Zde byl až do roku 1931 kandidátem výkonného výboru Kominterny a současně členem redakční rady Komunistické internacionály. Téhož roku vyšly jeho oficiální Dějiny Komunistické strany Československa.
Kvůli obvinění z „pravicově oportunistického chování“ vůči politice KPD byl Reiman v roce 1931 z výkonného výboru Kominterny odvolán. V důsledku toho byl poté do roku 1932 šéfredaktorem teoretického orgánu KSČ Komunistická revue a vedoucím Agitpropu, propagačního oddělení ÚV KSČ. Ovšem v tomto roce byl kvůli politice jednotné fronty opět obviněn z pravicové úchylky (tzv. „Guttmanova-Reimanova úchylka“) a bylo mu nařízeno odjet do Moskvy. Důvodem tohoto obvinění byly jeho kritické poznámky k politice KPD, která podle něj podceňovala nacistickou hrozbu a nedostatečně se snažila vytvořit protifašistické spojenectví s SPD. V Moskvě pracoval ve výkonném výboru Kominterny, kde byl opět kritizován za pravicové odchylky.
V roce 1936 se Reiman vrátil do Československa a podílel se zde na politickém a kulturním životě německých emigrantů z Říše. Byl redaktorem Rundschau, Gegen-Angriffs a dalších emigrantských listů. V letech 1938 a 1939 byl členem zpravodajského aparátu nyní ilegální KSČ. Po vytvoření Protektorátu Čechy a Morava v dubnu 1939 emigroval přes Polsko do Velké Británie, kde se podílel na politickém životě československých emigrantů a byl editorem listu Einheit, tiskového orgánu skupiny německého funkcionáře KSČ Gustava Beuera.
Po skončení druhé světové války se Reiman v prosinci 1945 vrátil do Prahy a až do roku 1948 byl vedoucím zahraničního oddělení Ústředního výboru KSČ. Pak se stal členem Agitpropu a byl spoluodpovědný za kulturní politiku komunistické strany. Byl tehdy považován za prodlouženou ruku Slánského a proto byl v roce 1952 nucen svědčit v „procesu s protistátním spikleneckým centrem Rudolfa Slánského“. Sám nakonec souzen nebyl, ačkoli byl v souvislosti s tím označen za „kosmopolitu“. Přesto byl následně odstraněn ze všech funkcí a uchytil se až jako zaměstnanec Ústavu dějin KSČ.
V této pro něj těžké době napsal knihu Hlavní proudy německé literatury 1750–1848, která byla nejdříve vydána v roce 1956 v NDR a až poté roku 1958 v Československu. V roce 1962 se stal členem korespondentem Československé akademie věd. V letech 1962 až 1968 byl ředitelem Ústavu dějin KSČ, přičemž roku 1963 se spolu s Eduardem Goldstückerem podílel na organizaci Liblické konference, jež se věnovala životu a dílu Franze Kafky, a v roce 1965 působil jako předseda výboru germanistů na pražské konferenci o německé literatuře. Obě konference vedly k pozitivnímu přehodnocení pražské německé literatury a jsou považovány za počátek procesu vedoucího k pražskému jaru.
Reiman byl v tomto československém hnutí obnovy roku 1968 sám aktivní a patřil pak ke kritikům sovětské intervence ze srpna téhož roku. Na protest proti tomu, že NDR podpořila invazi do Československa, vrátil lipské univerzitě svůj čestný doktorát. V květnu 1969 byl Pavel Reiman sice jmenován profesorem německé literatury na pražské Karlově univerzitě, ale už následujícího roku byl vyloučen z KSČ a nemohl vykonávat své povolání. Měl navíc úplný zákaz publikovat a jeho knihy byly odstraněny ze všech knihoven. O jeho smrti v roce 1976 se československý oficiální tisk vůbec nezmínil.

## Dílo
- Schiller Seff und die Geschichte der Nordböhmischen Arbeiterbewegung. Liberec, 1928
- 10 let KSČ a program Čsl. sociálně-demokratické strany. Praha: J. Dolanský, 1930. 31 s.
- Dějiny Komunistické strany Československa. Praha: Karel Borecký, 1931. 279 s.
- Základy marxismu-leninismu. Část 1 (red.). Praha: Karel Borecký, 1932. 161 s.
- Základy marxismu-leninismu. Část 2 (red.). Praha: Karel Borecký, 1932. 155 s.
- Regierungspolitik oder Klassenkampf? Nach dem Parteitag der Sozialdemokratie. Praha: Josef Haken, 1932. 32 s.
- Historický materialismus. Praha: Karel Borecký, 1933. 42 s.
- Briefe über deutsche und slavische Literatur. Londýn: Einheit, 1944. 31 s.
- Das Grossdeutschtum und die böhmischen Kulturtraditionen. Londýn: Einheit, 1944. 44 s.
- Zur Geschichte der tschechoslowakischen Arbeiterbewegung. Londýn: Einheit, 1943–1945. 46 s.
- Historické kořeny německého fašismu a boj proti fašistické ideologii. Plzeň: Volnost, 1946. 29 s.
- Století vědeckého socialismu. Praha: Svoboda, 1948. 122 s.
- O realistickém pojetí umění. Praha: Svoboda, 1948. 166 s.
- Revisionimus, oportunismus a dělnické hnutí. Praha: Kulturní a propagační oddělení sekretariátu ÚV KSČ, 1948. 30 s.
- Komunisté a národnostní otázka. Praha: Ústřední výbor KSČ, 1948. 30 s.
- Komunizmus a morálka. Bratislava: Tatran, 1949. 31 s.
- Nová morálka – zbraň boje za socialismus. Praha: Rovnost, 1951. 30 s.
- Über realistische Kunstauffasssung. Berlín: Dietz Verlag, 1952. 324 s.
- Dělnické hnutí v českých zemích v letech 1889–1914. Praha: Rudé právo, 1954. 84 s.
- Příspěvek k otázce hospodářského vývoje imperialismu v Rakousko-Uhersku a v českých zemích do první světové války. Praha: Rudé právo, 1955. 59 s.
- Hauptströmungen der deutschen Literatur 1750–1848. Beiträge zu ihrer Geschichte und Kritik. Berlín: Dietz Verlag, 1956. 856 s.
- Hlavní proudy německé literatury 1750–1848. Příspěvky k jejím dějinám a kritice. Praha: Státní nakladatelství politické literatury, 1958. 614 s.
- Literární podobizny: z dějin českých a německých literárních vztahů. Praha: Státní nakladatelství politické literatury, 1961. 233 s.
- Von Herder bis Kisch. Studien zur Geschichte der deutsch-österreichisch-tschechischen Literaturbeziehungen. Berlín: Dietz Verlag, 1961. 290 s.
- Dějiny Komunistické strany Československa (ved. aut. kol.). Praha: Státní nakladatelství politické literatury, 1961. 710 s.
- Ve dvacátých letech. Vzpomínky. Praha: Nakladatelství politické literatury, 1966. 554 s.
- Franz Kafka aus Prager Sicht. Spolu s Eduardem Goldstückerem a Františkem Kautmanem. Praha: Academia, 1966. 305 s.
- Tečka za Mnichovem. Ilustrace Adolf Born. Praha: Naše vojsko, 1968. 134 s.